# 1ª Armata (Regio Esercito)
La 1ª Armata è stata una grande unità del Regio Esercito Italiano della prima e della seconda guerra mondiale.

## Storia

### Origini
La 1ª Armata deriva dal Comando Designato d'Armata di Milano che divenne, nell'ottobre 1914 Comando 1ª Armata.

### Prima guerra mondiale
Allo scoppio della 1ª guerra mondiale posta al comando del Tenente Generale Roberto Brusati e aveva alle sue dipendenze il III Corpo d'armata di Milano al comando del tenente generale Vittorio Camerana e il V Corpo d'armata di Verona al comando del tenente generale Florenzio Aliprindi.
La 1ª Armata, che aveva Quartier generale a Verona, venne schierata dal Passo dello Stelvio al Passo Rolle, su un arco valutabile, in linea d'aria, di circa 200 chilometri, con il III Corpo d'armata che andava dal confine svizzero al Garda e il V Corpo d'armata dal Garda al Cereda e Croda Granda fino al Rolle e secondo il comandante supremo dell'esercito, generale Luigi Cadorna, doveva mantenere un contegno strategicamente difensivo, non solo durante il periodo della radunata, ma anche per tutto il tempo nel quale la 4ª Armata del generale Luigi Nava avrebbe operato dal Cadore per aprirsi un varco verso il Tirolo.
La 1ª Armata avrebbe dovuto però eseguire limitate offensive per meglio assicurare l'inviolabilità della frontiera italiana, portando l'occupazione nel territorio nemico, ovunque questo fosse possibile e conveniente. Nell'intendimento di Cadorna la 1ª Armata avrebbe dovuto impedire qualsiasi offensiva austriaca dal Trentino assicurando così le retrovie del grosso dell'esercito italiano impegnato sull'Isonzo. Sopportando di malagrazia il dover rimanere sulla difensiva, Brusati era rimasto sconcertato dall'incapacità di Cadorna di comprendere che il nemico si era ritirato su una linea difensiva ben al di dentro del confine di stato e portò a termine tali operazioni offensive con la massima energia. Già il 25 maggio 1915, giorno successivo all'entrata in guerra, le truppe italiane, approfittando del fatto che quelle austriache erano schierate alquanto lontano dalla linea di confine, conquistarono un terreno di notevole valore strategico. A partire dalla seconda metà del mese di agosto, l'insufficienza dei mezzi a disposizione determinò il fallimento dei nuovi attacchi contro le fortificazioni permanenti austriache che presidiavano la testata della Val d'Astico. Il 29 agosto il generale Cadorna richiamò il Comando d'Armata al suo compito prettamente difensivo, tuttavia Brusati non rinunciò mai a compiere ulteriori operazioni atte a consolidare il fronte, facendo assumere allo schieramento delle sue truppe una proiezione prettamente offensiva. Tale schieramento portò a trascurare gli apprestamenti difensivi e il grosso delle forze a disposizione rimase concentrato sulle posizioni avanzate, spesso disagevoli e che non si apprestavano alla difesa, anziché sulle posizioni retrostanti, più idonee alle operazioni difensive.
Nel marzo 1916, mentre il comando della 1ª Armata studiava nuove puntate offensive, i servizi di informazione dell'Armata ebbero le prime notizie una grande concentrazione di forze austriache nel settore del Trentino. Si trattava dei preparativi per la cosiddetta Strafexpedition, fortemente voluta e pianificata dal Capo di Stato maggiore dell'Imperial regio Esercito austro-ungarico, feldmaresciallo Franz Conrad von Hötzendorf. Tale offensiva aveva il dichiarato intento di annientare l'esercito italiano, scatenando una poderosa offensiva attraverso le linee della 1ª Armata per prendere di rovescio l'intero schieramento italiano. In vista di una probabile offensiva nemica, su sua richiesta, il Comando Supremo gli concesse ulteriori cinque divisioni. Il 24 marzo da Londra Cadorna richiamava che per nessun motivo le truppe avrebbero dovuto lasciarsi trascinare da resistenza su posizioni avanzate, ma un eventuale ripiegamento avrebbe dovuto avvenire tempestivamente affinché le truppe conservassero efficienza per difendere linea principale.
In aperto disaccordo con Cadorna Brusati però ordinò l'esatto contrario, disponendo la difesa ad oltranza delle posizioni avanzate, contando sulla solidità dei lavori di rafforzamento eseguiti fino ad allora. In più, il 1º aprile, l'Armata passò nuovamente all'offensiva, lanciando assalti che conseguirono alcuni brillanti, sia pur parziali, successi.
Nella seconda metà del mese di aprile il generale Cadorna visitò le linee della 1ª Armata e in tale occasione si rifiutò perfino di incontrare Brusati perché, secondo il biografo di Cadorna, aveva già in mente di destituirlo. L'8 maggio Brusati venne esonerato da Cadorna dal comando e venne sostituito dal generale Guglielmo Pecori Giraldi, otto giorni prima della Strafexpedition e ne mantenne il comando fino al termine del conflitto; la 1ª Armata per il resto del conflitto venne schierata sul fronte degli Altipiani e dal 10 aprile 1917 ebbe alle proprie dipendenze il IX Gruppo (poi 9º Gruppo Caccia) fino a luglio 1918.
Anche il Comando truppe altipiani, costituito il 28 maggio 1916 venne inquadrato nella 1ª Armata, per essere successivamente trasformato ill 1º dicembre dello stesso anno nel Comando della 6ª Armata
Nel corso della battaglia di Vittorio Veneto la 1ª Armata avanzò sino a Mezzolombardo, Lavis, Civezzano, Pergine,  entrando a Trento il 3 novembre 1918. Dopo la firma dell'armistizio la 1ª Armata estese la sua occupazione su tutto il Trentino, l’Alto Adige,  il Tirolo austriaco.
Al termine del conflitto la 1ª Armata tornò ad essere uno dei comandi designati d'armata del Regio Esercito e il 20 settembre 1919  il Comando della 1ª Armata venne trasformato in Comando zona Trento.

### Seconda guerra mondiale
Nel giugno 1938 il comando venne trasferito a Roma assumendo la denominazione di Comando Designato 1ª Armata al comando del Generale designato d'armata Adriano Marinetti per poi diventare nell'agosto 1939 Comando 1ª Armata assumendo alle dipendenze il II, III e XV Corpo d'Armata.
Il 10 giugno 1940 giorno dell'entrata in guerra dell'Italia nel secondo conflitto mondiale la 1ª Armata, in seno alla quale venne inquadrato anche l'VIII Corpo d'Armata, venne schierata, al comando del generale Pietro Pintor, lungo il confine francese dal Monte Granero (escluso) alla costa ligure con il II, III e XV Corpo d'Armata in prima linea e in seconda linea l'VIII Corpo d'Armata e supportata dalla 118ª Squadriglia Ricognizione dell'Aviazione Ausiliaria per l'Esercito, partecipando alla campagna delle Alpi Occidentali contro la Francia su due direttrici operative: quella del Colle della Maddalena, con obiettivo Barcelonnette, Marsiglia e quella della Riviera con obiettivo Mentone, Nizza, Marsiglia. L'azione, iniziata il 23 giugno incontrò una tenace resistenza francese, specie nel settore del II e III Corpo d'Armata e le condizioni ambientali, unite al caos logistico, all'imperizia tattica dei comandi e alla mancanza di artiglieria e addestramento alla guerra di montagna, frenarono ulteriormente la spinta offensiva. Le fanterie italiane fece limitati progressi, in alcuni punti rimasero bloccati sul posto fino al giorno dell'armistizio con la Francia. L'unica conquista di una certa rilevanza fu l'abitato di Mentone, a meno di 10 chilometri dal fronte, conquistato da una colonna della divisione "Modena" che era riuscita a scendere dai monti senza trovare troppa resistenza. Al termine delle operazioni, la 1ª Armata venne sciolta il 31 luglio 1940.
Il 1º ottobre 1942 venne costituita L'Armata corazzata italo-tedesca (A.C.I.T.) con elementi della Panzerarmee Afrika. Dopo la sua formazione, l'Armata corazzata italo-tedesca al comando del generale tedesco Georg Stumme, fino alla morte di costui avvenuta il 24 ottobre 1942, e del maresciallo Erwin Rommel a partire dal 25 ottobre, prese parte nell'ottobre-novembre 1942 alla battaglia di El Alamein  e nel novembre 1942, alla ritirata dalla frontiera egiziana e dalla Cirenaica. Successivamente nel novembre-dicembre 1942 l'Armata corazzata italo-tedesca (tedesco: Deutsch-Italienische Panzerarmee), incalzata dall'VIII armata britannica del maresciallo Montgomery venne impegnata nella battaglia difensiva sulla linea di Marsa el Brega. Nel dicembre 1942 l'A.C.I.T. iniziò la ritirata dalla Tripolitania e nel dicembre 1942-gennaio 1943 venne impegnata nella battaglia difensiva sulla linea di Buerat. Tra il gennaio-febbraio 1943 l'A.C.I.T. venne impegnata in alcune battaglie di retroguardia sul confine tra la Tunisia e la Tripoltania e il 25 gennaio 1943, abbandonata la Libia l'A.C.I.T., superato il confine con la Tunisia partecipò a tutte le fasi della Campagna di Tunisia fino alla resa.
Nel novembre del 1942 vennero inviate in Africa settentrionale, per supportare le forze italiane presenti, alcuni reparti della Divisione "Centauro" che, già decimata durante il trasferimento dall'Italia verso il suolo africano, essendo stato attaccato il convoglio che li trasportava, non giunse in Africa come reparto organico, dato che parte delle sue unità non venne mai trasferita e che i reparti trasferiti, man mano che arrivavano sul suolo africano, venivano immediatamente inviati al fronte aggregati ad altre grandi unità, sia italiane sia tedesche. La maggior parte dei carri dei battaglioni XIV e XVII del 31º Reggimento carristi avevano operato sotto il comando del Raggruppamento Cantaluppi, che aveva già assorbito quanto restava dell'Ariete e della Littorio. Dopo una serie di acquisizioni e perdite di unità, non ben chiarite a causa delle difficoltà di documentazione in quei frangenti abbastanza caotici, all'inizio del 1943 il Raggruppamento Cantaluppi, assieme a reparti del 5º Reggimento bersaglieri e del 31º Reggimento carri giunti dalla Grecia, formava la Divisione Centauro che in quei primi mesi dell'anno è stata protagonista delle prime e uniche vittorie del Regio Esercito su quello statunitense, nelle battaglie del passo di Kasserine e di El Guettar.
Nel novembre 1942, dopo la sconfitta di El Alamein e lo sbarco alleato in Algeria e Marocco l'OKW inviò sul suolo africano la 5. Panzerarmee al comando del generaloberst Hans-Jürgen von Arnim, con l'obiettivo di creare una testa di ponte in Tunisia per fronteggiare la minaccia proveniente sia da Est sia da Ovest.
Il 23 febbraio 1943 la Deutsch-Italienische Panzerarmee venne rinominata come 1ª Armata italiana e posta sotto il comando del generale italiano, Giovanni Messe, mentre Rommel venne posto al comando di un nuovo Heeresgruppe Afrika (Gruppo d'armate Africa) creato per controllare sia la 1ª Armata italiana che la 5. Panzerarmee tedesca. Rommel affrontò le truppe americane nella battaglia del passo di Kasserine ottenendo alcuni notevoli successi iniziali e infliggendo pesanti perdite alle inesperte forze nemiche, ma tuttavia dovette alla fine ripiegare sulle posizioni di partenza a causa della complessiva netta inferiorità di uomini e mezzi e fronteggiando ancora una volta le forze britanniche, sul vecchio confine difensivo francese della linea del Mareth, Rommel poté solo ritardare l'inevitabile. Rommel, dopo essersi ammalato, lasciò l'Africa, cedendo il comando il 9 marzo 1943 al Generaloberst (colonnello generale) von Arnim.
Il 20 marzo 1943 la Divisione Centauro, schierata a Gafsa, nel corso della battaglia della Linea del Mareth venne attaccata dall'intero II Corpo statunitense. La Divisione Centauro resistette alle forze nemiche soverchianti per ben 12 giorni, finché il 31 marzo non fu sostituita in linea dalla 21ª Panzerdivision. Nonostante avesse tenuto il fronte, la divisione italiana era praticamente annientata, quindi i suoi reparti di bersaglieri furono aggregati al Kampfgruppe Manteuffel (Gruppo di combattimento Manteuffel) ed i carri, sempre sotto comando italiano, alla 10ª Panzerdivision.
Messe da parte sua riuscì con perizia a ritardare la sconfitta delle truppe italo-germaniche costringendo i nemici alla difesa nella Battaglia di Médenine. Caduta la V Armata tedesca, per l'impossibilità di ricevere rifornimenti e rinforzi attraverso il canale di Sicilia, ormai completamente controllato dagli alleati, si venne a creare uno stallo imprevedibile, nel quale le truppe italiane resistevano senza troppe prospettive, circondate da truppe alleate di molti contingenti, ma Messe, benché accerchiato, resistette rispondendo, agli inviti alla resa, che si sarebbe arreso solo se fosse stato concesso alle sue truppe l'onore delle armi che gli avversari non concessero. La situazione fu risolta da Mussolini che il 12 maggio 1943 telegrafò a Messe l'ordine di resa nominando Messe Maresciallo d'Italia. Il 13 maggio, le truppe italiane si arresero e Messe fatto prigioniero dal generale dell'esercito neozelandese Bernard Freyberg.